# Gelderse Buurt

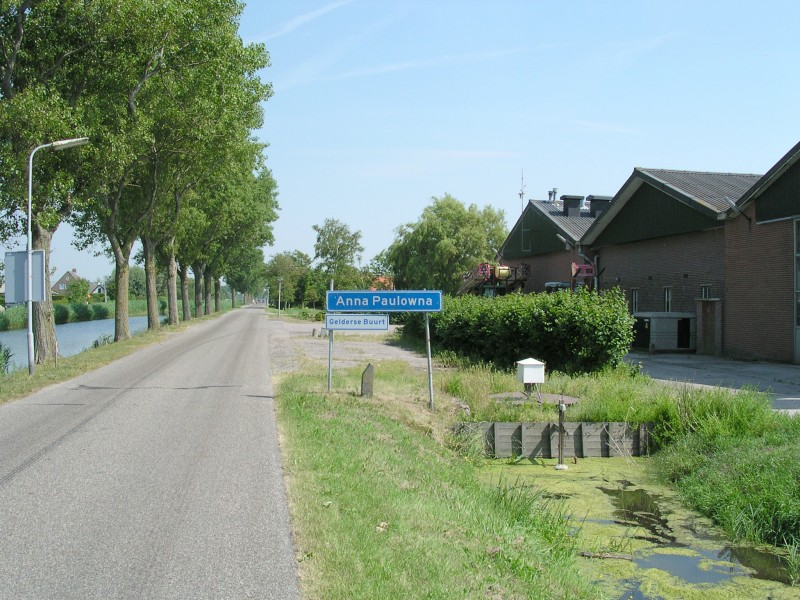
Kombord en uitzicht van Gelderse Buurt

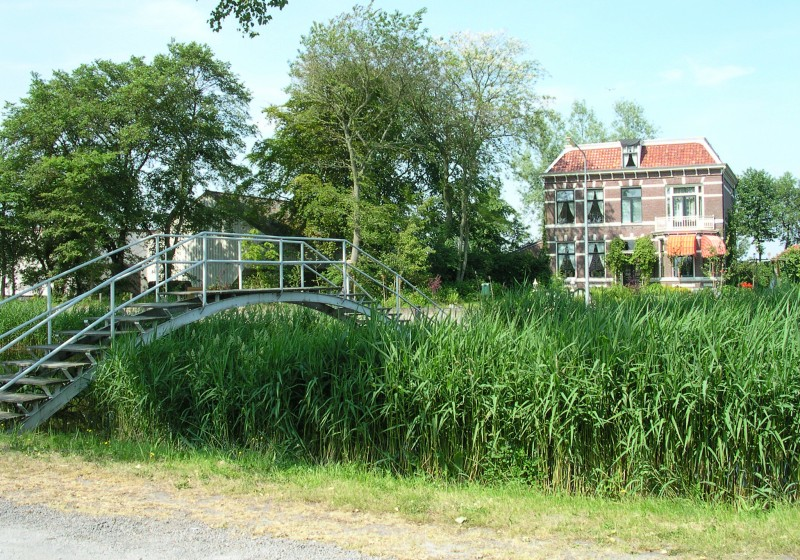
Een van de huizen aan de Molenvaart

Gelderse Buurt is een buurtschap in de gemeente Hollands Kroon in de Nederlandse provincie Noord-Holland. Het telde in 2006 inclusief de omgeving 780 inwoners.
Gelderse Buurt ligt net ten westen van Anna Paulowna, in het verlengde van de Molenvaart. De buurtschap ontleent haar naam aan de komst van arme gezinnen uit de Betuwe in Gelderland, die aan het eind van de jaren 1840 door de predikant Ottho Heldring naar de toen nieuwe Anna Paulownapolder werden gehaald. Dit was weinig succesvol, en de meeste gezinnen keerden weer terug naar Gelderland. De naam is echter gebleven.
Tot 31 december 2011 behoorde Gelderse Buurt tot de gemeente Anna Paulowna die per 1 januari 2012 in een gemeentelijke herindeling samengevoegd is tot de gemeente Hollands Kroon.

## Noot
1. ↑  Noord-Hollandpad: Landschapsbeschrijving Etappe 4: Julianadorp - Kolhorn, Provincie Noord-Holland. Gearchiveerd op 9 maart 2016.

Dorpen en gehuchten: Anna Paulowna · Barsingerhorn · Breezand · Den Oever · Haringhuizen · Hippolytushoef · De Haukes · Kleine Sluis · Kolhorn · Kreil · Kreileroord · Lutjewinkel · Middenmeer · Moerbeek · Nieuwe Niedorp · Nieuwesluis · Oosterklief · Oosterland · Oude Niedorp · Slootdorp · Smerp · Stroe · De Strook · Terdiek · Tolke (deels) · Van Ewijcksluis · Vatrop · 't Veld · Verlaat (deels) · Westerklief · Westerland · Wieringerwaard · Wieringerwerf · Winkel · Zijdewind

Buurtschappen: Blokhuizen · Dam · De Belt · De Bomen · De Elft · Emaus · Gelderse Buurt · De Gest · Groetpolder · Hanedoes · De Heid · De Hoelm · Hogebieren · Hollebalg · De Kampen · Langereis (deels) · De Leijen · Lutjekolhorn · Mientbrug · Noord-Stroe · Noordburen · Noorderbuurt · De Normer · Poolland · Spoorbuurt · Tin · Vennik (deels) · Wateringskant · De Weel (deels) · De Weere · Westeinde  · Zandburen

Noord-Holland: Steden en dorpen    Nederland: Provincies · Gemeenten